# Filomena Grieco y Carlos Rovira
Filomena Grieco (1928 - 2009) y Carlos Rovira (1931 - 2009), matrimonio uruguayo, padres de Horacio Rovira, muerto a los 18 años el 14 de abril de 1972 en Montevideo como represalia de las Fuerzas Conjuntas a las acciones realizadas ese día por el Movimiento de Liberación Nacional-Tupamaros (MLN-T). Publicaron un libro premiado sobre su experiencia, estuvieron en el exilio, renegaron de las prácticas de la izquierda revolucionaria, y al regreso publicaron en 1992 y en 2002 dos libros críticos de todo lo vivido, reclamando a los dirigentes históricos de la guerrilla una autocrítica.
En 2009, luego de una militancia de años en movimientos por el derecho a morir dignamente, se suicidaron en una habitación de hotel en la zona de Tres Cruces, Montevideo, mediante tiros de revólver, dejando múltiples cartas explicando sus decisiones. Su accionar creó convulsión a nivel periodístico y de opinión.

## El Uruguay en 1972
En 1972 Montevideo estaba muy convulsionado por factores políticos y sociales. Entre los ingredientes de esta etapa histórica destacan el accionar represivo de las Fuerzas Conjuntas (ejército y policía), la oposición de los trabajadores organizados en la CNT a las medidas económicas del gobierno, los operativos del MLN-T y una fuerte oposición política a Juan María Bordaberry, quien electo en circunstancias discutidas, tenía poca legitimidad.

## 14 de abril: la acción contra el Escuadrón de la Muerte y sus represalias
En ese contexto, el MLN-T secuestra al fotógrafo policial Nelson Bardesio, y según declaran más adelante, este les informa de cómo funcionaba y quiénes integraban el Escuadrón de la Muerte, comando parapolicial que había operado en esos años contra el movimiento guerrillero y sus simpatizantes, asesinando a algunos jóvenes, como Ibero Gutiérrez y Héctor Castagnetto.
Resuelven entonces realizar una acción fulminante contra el Escuadrón de la Muerte, asesinando a sus principales integrantes, a quienes antes habían amenazado en varios comunicados. Así, el 14 de abril de 1972, en la mañana, es asesinado el capitán de corbeta Ernesto Motto, el subcomisario Óscar Delega, el agente Carlos Leites y el subsecretario del Ministerio del Interior, profesor Armando Acosta y Lara. Una acción contra Miguel Sofía se frustra y caen dos guerrilleros muertos.
La represalia es inmediata: en la calle Pérez Gomar 4396, domicilio de Filomena Grieco y Carlos Rovira, las Fuerzas Conjuntas matan a Armando Blanco Katrás, Jorge Candán Grajales, Gabriel Schroeder y Horacio Rovira, este último, hijo de los dueños de casa, todos ellos, integrantes del comando militar de la Columna 15 del MLN-T. En la calle Amazonas, matan a los dueños de casa, Luis Martirena, corresponsal de la agencia Prensa Latina, y su esposa Ivette, y arrestan a Eleuterio Fernández Huidobro y a David Cámpora, connotados dirigentes tupamaros prófugos.

## La prisión de Filomena y Carlos
Los dueños de casa de Pérez Gomar 4396 son detenidos al llegar a su casa, justo después de los hechos, y permanecen incomunicados por semanas, sin saber el destino de su hijo Horacio. Cuando finalmente se les comunica, se hace en forma cruel y ni siquiera se los deja llorar juntos. La justicia civil decreta su libertad, pero son mantenidos presos por las medidas prontas de seguridad (en Uruguay el gobierno decretaba el estado de excepción por las acciones guerrilleras y la agitación social). Finalmente son dejados en libertad.

## El libro y el premio Casa de las Américas
Como forma de procesar toda esa pena y también para que la muerte de Horacio no fuera en vano, Filomena y Carlos escriben un libro, llamado 14 de abril de 1972. Lo presentan al premio de la Casa de las Américas, de Cuba, donde gana una mención en el rubro testimonial. Es un libro desgarrador, donde la pareja anuncia convencida «la herencia al revés», es decir, que ellos asumirán ahora la lucha de su hijo, que se las ha legado.

## El exilio
En el ínterin, el Uruguay se ha sumergido en la Dictadura Militar, cuando Bordaberry da el golpe de Estado en junio de 1973, ilegaliza los partidos políticos y los sindicatos y poco después interviene la Universidad. El matrimonio Grieco-Rovira parte al exilio, primero a Chile, luego a Cuba y finalmente a Argentina, donde residen hasta 1984. De a poco, van abandonando las ideas socialistas y la práctica de izquierda revolucionaria y cuando regresan al Uruguay ya militan en el Partido Nacional, siguiendo al caudillo Wilson Ferreira Aldunate.

## El segundo y tercer libro
En 1992 publican un segundo libro, Veinte Años después, que adjuntan al primero, donde le cuentan a su hijo Horacio cómo ha evolucionado el mundo desde 1972: ha caído el Muro de Berlín, ha desaparecido la Unión Soviética y en el Uruguay la democracia ha regresado, pero ya muestra sus problemas y limitaciones. En 2002 vuelven a escribir una tercera parte —las publican juntas— en la cual reclaman una autocrítica a los dirigentes históricos de los tupamaros. Su trabajo se inscribe en un movimiento de crítica a los movimientos guerrilleros que no viene de la derecha y de las fuerzas represivas, sino de ciudadanos independientes, algunos de los cuales simpatizaron con la izquierda pero entraron en contradicción con las prácticas revolucionarias de las décadas de 1960 y 1970.

## El final
Por esa época comienzan a militar por los derechos de las personas a morir dignamente, y forman un movimiento al respecto. Luego de avisar a su familia y amigos cercanos su decisión, que se va postergando año a año, el 9 de julio de 2009 se quitan la vida. Alquilan un cuarto de hotel en la zona de Tres Cruces de Montevideo, Uruguay, y se pegan un tiro, primero uno, luego el otro. Dejan múltiples cartas explicativas de lo que ellos consideran es un derecho inalienable de las personas.